# Spyker C8 Preliator

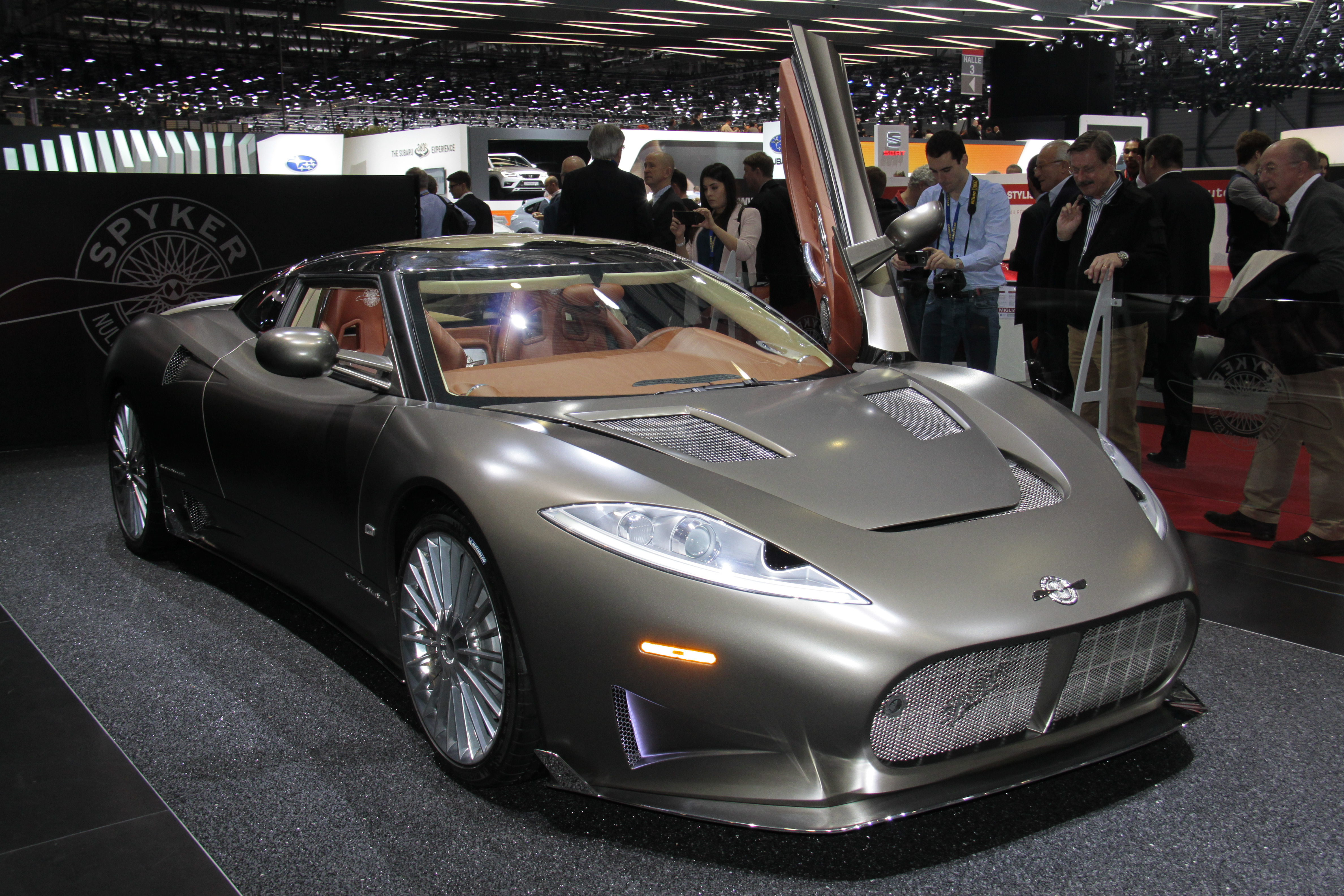
Spyker C8 Preliator

De Spyker C8 Preliator is een model van het automerk Spyker. Het model wordt beschouwd als de opvolger van de C8 Laviolette en de C8 Aileron en werd voor het eerst gepresenteerd op de Autosalon van Genève in 2016.

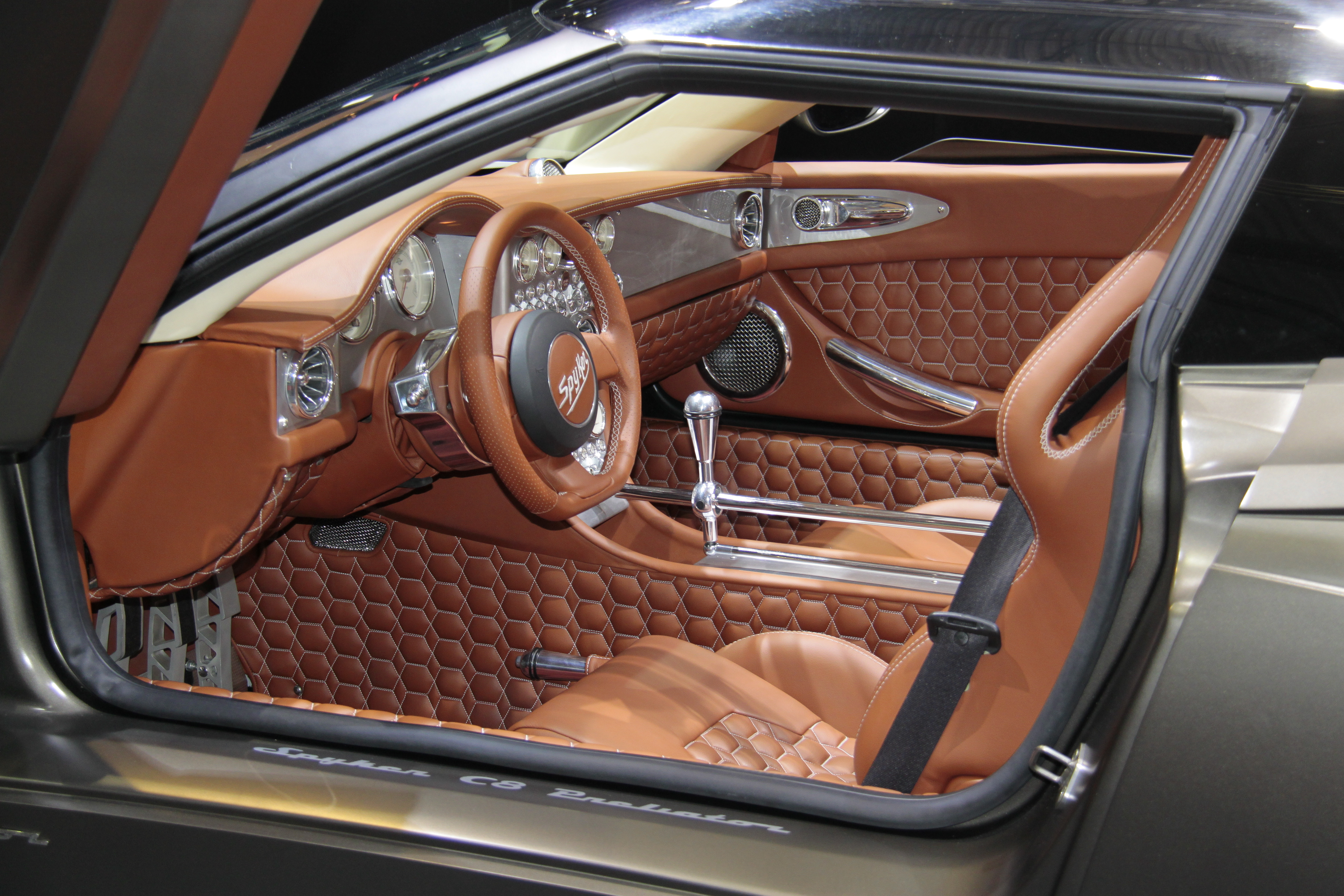
Interieur

Huidige modellen:
C8 · C8 Aileron · C8 Laviolette · C8 Preliator · 
C12 ·
MF1 M16 ·
D8 Peking-To-Paris ·
D12 Peking-To-Paris ·
Spyker F8-VII
Toekomstige modellen:
E8 ·
E12